# Клапан
Кла́пан — механизм, предназначенный для открытия, закрытия или регулирования потока чего-либо при наступлении определённых условий (повышении давления в сосуде, изменении направления тока среды в трубопроводе). Поток (ток) может быть потоком жидкости (вода, жидкие металлы и др.), газа (воздух, азот, углекислый газ и др.), электронов или других частиц в трубе, проводнике, полупроводнике, вакууме или другой среде.

## В технике
В пневматике и гидравлике клапан является одним из типов трубопроводной арматуры, которая в английском языке собирательно именуется valves, но включает в себя также задвижки, краны и дисковые затворы. В отличие от них, запирающий или регулирующий элемент клапана перемещается параллельно оси потока рабочей среды.

### Виды клапанов по принципу работы
- Запорный клапан
- Регулирующий клапан
- Обратный клапан
- Предохранительный клапан
- Редукционный клапан
- Балансировочный клапан
  - Импульсный предохранительный клапан
  - Клапан прямого действия
  - Непрямого действия
- Гидроклапан
- Игольчатый клапан
- Тарельчатый клапан

### В электро-, радио- и электронной технике
- Диод в электротехнике, радиотехнике, электронике по сути является электронным клапаном (обычное наименование — электронный вентиль).

### В вентиляции
- Клапан инфильтрации воздуха

## В анатомии и медицине
- Клапаны сердца:
  - Трикуспидальный клапан
  - Пульмональный клапан
  - Митральный клапан
  - Аортальный клапан
- Илеоцекальный клапан — граница тонкой и толстой кишки

## В музыкальных инструментах
- В деревянных духовых — клапаны, в медных — вентили.
- В гармониках клапаны — это прямоугольные полоски из кожи, бумаги или других материалов, устанавливаемые на проёмы язычков для предотвращения выхода воздуха через неработающий язычок.

## В одежде и упаковке
- Клапаны на карманах одежды, сумок и др.
- Клапаны на конвертах, упаковочных пакетах (зачастую используется картон).

## Используемые в нескольких областях
- Мажоритарный клапан (переключатель по большинству) в электронике, в пневматике, в гидравлике.
- Электромагнитный (соленоидный) клапан в гидротехнике и др.
- Газовый импульсный микроклапан типа «петля тока».